# Paweł Niewrzawa
Paweł Niewrzawa (ur. 28 września 1992 w Gdańsku) – polski piłkarz ręczny, rozgrywający, od 2016 zawodnik Wybrzeża Gdańsk. Poszukiwany listem gończym.
W latach 2008–2011 występował w SMS Gdańsk, będąc w sezonie 2010/2011 najlepszym strzelcem swojej drużyny w rozgrywkach I ligi (119 bramek w 22 meczach). Następnie przez rok był zawodnikiem Nielby Wągrowiec, rozgrywając w Superlidze 24 spotkania i zdobywając 25 bramek. W 2012 podpisał kontrakt z Vive Targi Kielce, skąd w tym samym roku został wypożyczony do niemieckiego TuS N-Lübbecke. W 2014 przeszedł do Górnika Zabrze. Zerwanie więzadeł w kolanie wykluczyło go z gry w większości meczów sezonu 2015/2016. Po wyleczeniu kontuzji przestał uczestniczyć w treningach Górnika. Klub zawiesił go w prawach zawodnika, a on złożył wniosek o rozwiązanie ważnego do 2018 kontraktu. W listopadzie 2016 został graczem Wybrzeża Gdańsk.
W 2012 wystąpił w mistrzostwach Europy U-20 w Turcji, w których zdobył 48 goli, zajmując 3. miejsce w klasyfikacji najlepszych strzelców turnieju (ex aequo ze Stipe Mandaliniciem). W reprezentacji Polski zadebiutował 30 października 2014 w przegranym meczu z Tunezją (30:31), rzucając jedną bramkę. Znalazł się w szerokiej kadrze na mistrzostwa świata w Katarze (2015); na turniej ostatecznie nie pojechał. W 2017 uczestniczył w mistrzostwach świata we Francji, podczas których zdobył cztery gole.

## Osiągnięcia
Indywidualne
- 3. miejsce w klasyfikacji najlepszych strzelców mistrzostw Europy U-20: 2012 (48 bramek; ex aequo ze Stipe Mandaliniciem)[7]
- 8. miejsce w klasyfikacji najlepszych strzelców I ligi: 2010/2011 (119 bramek; SMS Gdańsk)[2]